# Mar bioluminescent

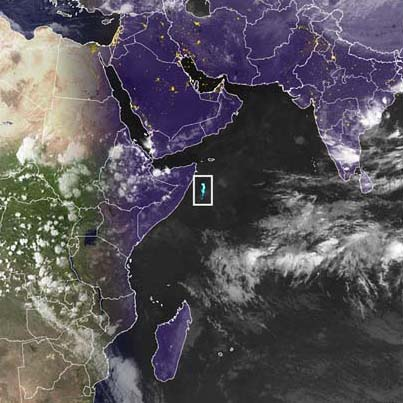
Mar bioluminescent detectada en la Costa de Somàlia el 25 de gener de 1995.

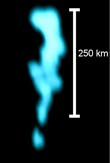
Efecte de la mar biolumiscent

La mar bioluminescent és el terme amb el qual es designen les mars lluminoses o fosforescents, també conegudes en anglès com a milky seas (mars làcties o de llet).
Es tracta d'un fenomen lluminós produït en l'oceà on grans masses d'aigua emeten una misteriosa llum blava deguda a la proliferació d'un bacteri bioluminescent (Vibrio harveyi, associat a les microalgues de plàncton. La bioluminescència s'estén en totes direccions i la lluminositat es pot manifestar durant hores o dies sense que es barregi amb les aigües de l'entorn.
Abans que es conegués la causa de luminescència del mar, alguns autors ja l'havien citada. Francis Bacon escriu el 1605: «No és propietat només del foc fer llum […] petites gotes d'aigua [del mar] colpejades pel moviments dels rems en avançar, semblen brillants i lluminoses». I el 1637 René Descartes també esmenta aquest fenomen: «L'impacte de l'aigua del mar generarà espurnes semblants a les que emeten fragments de sílex en ser colpejats.» Aquesta resplendor nocturna va ser citada també per Jules Verne en la seva obra Vint mil llegües de viatge submarí quan relata que el Nautilus travessa una «mar làctia».
Els científics van començar a registrar aquest fenomen el 1915, essent reconeguts en tot el planeta més de 200 mars bioluminescents, concentrades en llur major part en el nord-oest de l'oceà Índic i entorn d'Indonèsia. Altres llocs on es va poder veure aquest espectacle lluminós foren la costa de Somàlia (Àfrica), el sud de Portugal i la badia Fosforescent, a Puerto Rico.
El 2005, un grup de recercadors del Laboratori de Recerca Naval dels EUA i de l'Institut de Recerca de l'Aquàrium de la Badia de Monterrey, dirigits pel científic Steve Miller, van fotografiar per primer cop aquest fenomen mitjançant l'observació amb un satèl·lit oceanogràfic. Aquestes fotos es van publicar el novembre d'aquell mateix any en la revista científica Proceedings of the National Academy of Sciences.